# Anatol Mirowicz
Anatol Mirowicz (ur. 28 listopada 1903, zm. 16 grudnia 1996 w Warszawie) – polski rusycysta. 

## Życiorys

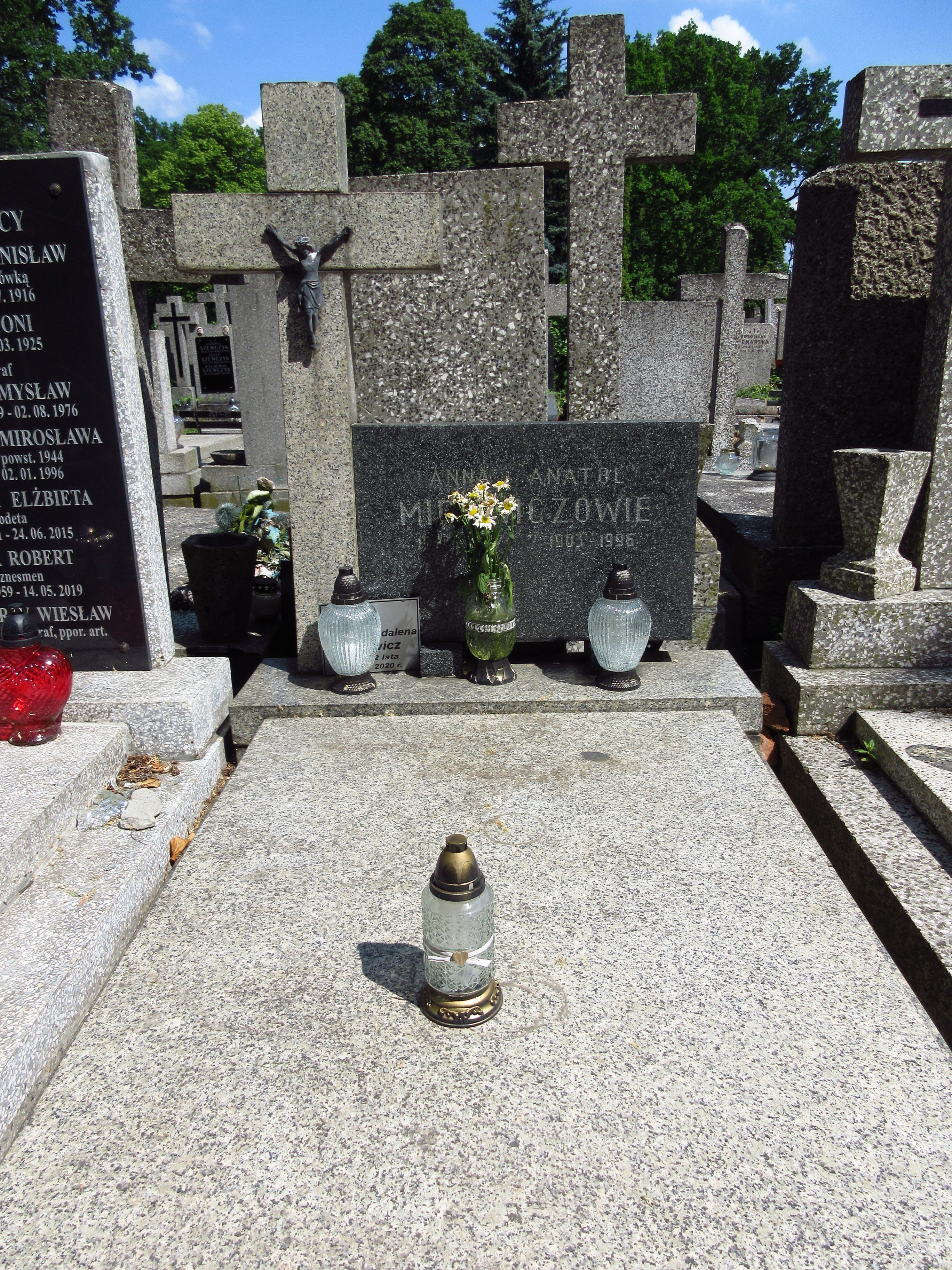
Grób profesora Anatola Mirowicza na Cmentarzu Bródnowskim.

Był profesorem Uniwersytetu Warszawskiego, gdzie kierował Katedrą Filologii Rosyjskiej, później Katedrą Języka Rosyjskiego. 
Jego publikacje dotyczą językoznawstwa rosyjskiego i ogólnego. Jego najbardziej znanym dziełem jest wielokrotnie aktualizowany i wznawiany Wielki słownik rosyjsko-polski (2 tomy, I wyd. 1970), którego był współautorem. Opublikował też m.in. Gramatykę opisową języka rosyjskiego (kilka wydań), Przegląd i charakterystyka części mowy w języku rosyjskim. 
Jego żoną była historyk Anna Kalenkiewicz-Mirowiczowa, córka Jana Kalenkiewicza, posła na Sejm RP I kadencji z ramienia Związku Ludowo-Narodowego. Pochowany na cmentarzu Bródnowskim w Warszawie (kwatera 16F-7-18).